# Dack
Dack to gmina (ang. township) w Kanadzie, w prowincji Ontario, w dystrykcie Timiskaming.
Powierzchnia Dack to 90,31 km².
Według danych spisu powszechnego z roku 2001 Dack liczy 426 mieszkańców (4,72 os./km²).